# Hector d'Ossun
Hector d'Ossun, ou d'Aussun, de Guyenne, né vers  1494 et mort le 21 septembre  1574, est un prélat français du XVIe siècle, évêque de Couserans. 

## Biographie
Hector est un fils de Roger, seigneur d'Ossun, et de Madeleine d'Arros.
Hector d'Ossun est évêque de Couserans de 1549 à 1574. Il chasse tous les hérétiques de son diocèse en conduisant 200 arquebusiers à travers son diocèse. En 1562, la ville de Toulouse étant menacée d'un siège par les Huguenots, il marche à son secours avec un corps de troupes assez considérable. Hector d'Ossun fonde l'hôpital de Saint-Lizier pour les pauvres attenant à la cathédrale Saint-Lizier.